# Tiểu Long Nữ
Tiểu Long Nữ là một nhân vật được sáng tạo ra bởi Kim Dung. Cùng với Dương Quá, nàng là nhân vật chính của bộ tiểu thuyết kiếm hiệp "Thần điêu hiệp lữ".

## Diện mạo và tính cách
Diện mạo
Kim Dung miêu tả sắc đẹp tuyệt trần, "trong sáng như gương, dịu dàng như ngọc" của Tiểu Long Nữ khi nàng gặp Dương Quá lần đầu trong hồi 5 như sau:
"Dương Quá ngẩng đầu nhìn, chỉ thấy một bàn tay trắng như ngọc vén tấm màn che, rồi một thiếu nữ bước vào. Thiếu nữ ấy mặc bộ đồ lụa màu trắng, tưởng như thân hình ấy đang trong một lớp sương mù. Nàng trạc mười bảy, mười tám tuổi. Trừ mái tóc đen, toàn thân nàng trắng như tuyết, khuôn mặt tú mỹ tuyệt vời, có điều da dẻ trắng xanh, thiếu màu hồng."
"Dương Quá ngẩng mặt lên, bắt gặp ánh mắt của nàng. Nó cảm thấy thiếu nữ thật thanh lệ tú nhã, càng nhìn càng ưa thích, song thần sắc lại lạnh lùng. Đúng là thanh khiết như băng tuyết, giá lạnh như băng tuyết. Thật chẳng biết nàng mừng hay giận, buồn hay vui."
"Bạch y thiếu nữ tú mỹ này chính là Tiểu Long Nữ, chủ nhân của Hoạt Tử Nhân Mộ này. Nàng đã mười tám tuổi, có điều sống lâu trong hầm mộ, không có ánh nắng, nội công tu luyện lại theo đường khắc chế tâm ý nên trông trẻ hơn các thiếu nữ cùng trang lứa tới mấy tuổi."
Tính cách
Tiểu Long Nữ từ nhỏ đã sống trong Cổ Mộ – ngôi mộ dành cho người sống mà tình như đã chết, vốn là chốn cũ của Vương Trùng Dương xây dựng khi lòng đã nguội lạnh với đời, lại được dạy dỗ nghiêm khắc bởi sư phụ nên rất ngây thơ nhưng lạnh lùng, ít nói, suy nghĩ lại chất phác, đơn thuần, thường thể hiện ra ngoài vẻ thờ ơ, có chút vô tình. Bản tính nàng trầm mặc nhưng đối với Dương Quá lại hết mực dịu dàng, nồng ấm, chu đáo. Nàng chỉ nở nụ cười với mình Dương Quá.

## Cuộc đời
Tiểu Long Nữ là một đứa trẻ mồ côi được chưởng môn sư thái đời thứ hai của phái Cổ Mộ nhặt về nuôi và nhận làm đệ tử. Từ nhỏ cách ly thế tục, không vướng bụi trần, không lụy tình cảm, nét mặt thánh khiết, không sầu không vui, nhưng cũng ngây thơ vô cùng. Nàng luôn mặc một bộ đồ trắng muốt như tuyết, đêm ngủ trên chiếc giường hàn ngọc lạnh như băng. Luyện thành Ngọc Nữ Tâm Kinh, nhan sắc cứ luôn như ngọc nữ – chẳng bao giờ già. Nàng có khả năng điều khiển đàn ong mật sắc trắng. Tên "Tiểu Long Nữ" cũng là do sư phụ nàng đặt và nàng được yêu quý như thánh nữ.
Năm nàng 14 tuổi, sư phụ Tiểu Long Nữ vì bảo vệ mật thất Cổ Mộ đã qua đời. Bà để lại cho nàng chức chưởng môn và toàn bộ Mật thất Cổ Mộ. Lý Mạc Sầu muốn có được "Ngọc Nữ Tâm Kinh", bộ tâm pháp do Tổ sư Lâm Triều Anh để lại, phao truyền khắp nơi rằng sư muội là Tiểu Long Nữ đang mở hội tỷ võ chiêu thân. Người được chọn làm lang quân của nàng sẽ được thừa hưởng tất cả những võ công tuyệt diệu của phái Cổ Mộ tại núi Chung Nam. Hay tin đó, không biết bao nhiêu anh hùng hào kiệt trong thiên hạ lẫn hàng vương tôn công tử như Hoắc Đô cũng đến cầu hôn, gây bao nhiêu rắc rối cho đám đạo sĩ của phái Toàn Chân ở gần đó.
Cũng chính vào năm này, Quách Tĩnh đưa Dương Quá tới cung Trùng Dương học nghệ. Vì bị sư phụ cùng các sư huynh ăn hiếp, do đánh lại sư huynh, Dương Quá chạy trốn khỏi Toàn Chân Giáo. Chàng tình cờ lạc vào Mật thất Cổ Mộ và gặp Tiểu Long Nữ. Tiểu Long Nữ ban đầu không đồng ý cho Dương Quá ở lại, bắt buộc Tôn bà bà phải đưa Dương Quá rời đi. Đến Cung Trùng Dương thì Hách Đại Thông lỡ tay đả trọng thương Tôn bà bà. Tiểu Long Nữ đến đưa bà và đem Dương Quá về Hoạt Tử Nhân Mộ. Trước lúc chết, Tôn bà bà có xin Tiểu Long Nữ lo cho Dương Quá cả đời. Tiểu Long Nữ đồng ý và bắt đầu truyền dạy võ công phái Cổ Mộ và cách thức chỉ huy đàn ong mật đánh trận cho Dương Quá.
Cậu bé Dương Quá sôi nổi nhiệt tình ấy đã khuấy động chốn Cổ Mộ âm u lạnh lẽo, khuấy động cả cõi lòng tịch mịch của Tiểu Long Nữ. Có Dương Quá, nàng không còn tĩnh tâm được nữa. Cô bắt đầu thầm nghĩ đến thế giới rộng lớn và náo nhiệt bên ngoài, thở dài với môn quy khiến suốt đời ở trong Cổ Mộ. Dần dần, tình cảm họ dành cho nhau trong lúc không biết không cảm thấy đã vượt quá danh phận sư đồ. Lạ thay, trong chốn thâm u chỉ có hai kẻ thanh xuân ấy vậy mà họ chưa từng có dù chỉ một ý nghĩ sắc dục về nhau. Kể cả khi hai người phải cởi bỏ xiêm áo để luyện "Ngọc Nữ Tâm Kinh" thì vẫn là "một kẻ lạnh lùng, một người cung kính", chỉ cảm thấy việc đó là một nan đề chứ không có ý niệm gì khác. Đó là một tình yêu trong vắt đáng ngưỡng mộ của hai tâm hồn trinh bạch.
Bốn năm sau, tình cờ Âu Dương Phong xuất hiện ở núi Chung Nam. Do bị tẩu hỏa nhập ma, Âu Dương Phong nhận nhầm Dương Quá là Dương Khang, nghĩa tử của y, và muốn truyền dạy võ công cho Dương Quá. Tiểu Long Nữ bị Âu Dương Phong phong tỏa huyệt đạo để đề phòng nàng đi theo, và dẫn Dương Quá đi nơi khác luyện công. Chính vì thế, Tiểu Long Nữ đã bị Doãn Chí Bình dễ dàng làm nhục. Tiểu Long Nữ vì bị vải che mắt, cứ ngỡ là Dương Quá làm mà không dám nhận, thôi thì việc đã rồi từ nay danh phận phải đổi. Thế nhưng một bên cứ chàng chàng thiếp thiếp, một bên vẫn vô tư gọi "cô cô" xưng "đệ tử". Tiểu Long Nữ đau đớn bẽ bàng từ biệt Dương Quá dấn thân vào nơi vô định, để lại anh chàng hoang mang không hiểu gì hết. Dương Quá sau đó rất hối hận và nhận ra tình cảm của mình với Tiểu Long Nữ. Chàng liền đi khắp nơi tìm Tiểu Long Nữ để mong nàng tha thứ và chàng luôn xem Tiểu Long Nữ là vợ mình.
Trải qua nhiều biến cố, mối tình sâu đậm giữa hai người tuy đi ngược lại quan niệm, đạo lý của xã hội Trung Hoa cổ nhưng vẫn có kết cục viên mãn nhờ sức mạnh tình yêu, sự thủy chung vượt lên mọi rào cản. Tiểu Long Nữ và Dương Quá quy ẩn giang hồ, sống một cuộc sống tự do tự tại.

## Võ công
Tiểu Long Nữ là truyền nhân đời thứ ba của phái Cổ Mộ. Võ công của nàng được chân truyền từ sư tổ Lâm Triều Anh với bí kíp thượng thừa do Lâm Triều Anh sáng tạo là Ngọc Nữ Tâm Kinh.
Khi nhận Dương Quá làm đồ đệ, Tiểu Long Nữ dùng Ngọc Nữ kiếm pháp kết hợp với Dương Quá dùng Toàn Chân kiếm pháp, 2 người phát huy được tầng cuối cùng của Ngọc Nữ Tâm Kinh là Ngọc Nữ Tố Tâm kiếm pháp, tạo thành thế liên thủ "song kiếm hợp bích" cực kỳ lợi hại, từng đánh thắng cả nhất đại tông sư của Mông Cổ là Kim Luân Pháp Vương. Sau này Tiểu Long Nữ còn học được thuật Song Thủ Hỗ Bác của Chu Bá Thông, qua đó tự mình thi triển Ngọc Nữ Tố Tâm kiếm pháp mà không cần phải liên thủ cùng Dương Quá.

## Các mối quan hệ
Nàng có rất ít mối quan hệ:
- Vừa là sư phụ vừa là thê tử của Dương Quá.
- Là sư muội của Lý Mạc Sầu, tuy nhiên con người này luôn rắp tâm hãm hại Tiểu Long Nữ.
- Vì hiểu lầm mà suýt kết hôn với Công Tôn Chỉ, từ sự kiện này dẫn đến ly biệt với Dương Quá 16 năm.

## Phim ảnh
Các diễn viên đã từng thủ vai: 
- Phim điện ảnh: Nam Hồng, Dương Quân Quân, Quan Chi Lâm.
- Phim truyền hình: Lý Tống Minh (1976) Trần Ngọc Liên (1983), Phan Nghinh Tử (1984), Lý Nhược Đồng (1995), Phạm Văn Phương (1998), Ngô Thanh Liên (1998), Lưu Diệc Phi (2006), Trần Nghiên Hy (2014), Mao Hiểu Tuệ (2019).

Trần Ngọc Liên trong phim năm 1983
Lý Nhược Đồng trong phim năm 1995